# Wandelovo moře
Wandelovo moře (dánsky Wandelhavet) je okrajové moře Severního ledového oceánu. Moře omývá severní pobřeží Grónska. Bývá spojováno s McKinleyovým mořem – dánsky McKinleyhavet (oddělené pohořím Daly Range zvaným též Daly Mountains (dánsky Daly Bjerge) a fjordem Frederika E. Hydeho). Moře je vymezováno od fjordu Nezávislosti a mezi nejzápadnější částí oblasti Pearyho země, ostrovy princezny Margarity (Prinsesse Margrethe Ø)  a  ostrovem princezny Thyry (dánsky Prinsesse Thyra Ø). 
Na jihozápadě se zanořuje do pevniny Grónska několika velkými fjordy: fjord Nezávislosti, Hagensfjord, Dánský fjord, Frederick E. Hyde Fjord.
Wandelovo moře je pokryto mořským ledem, který může dosahovat velké tloušťky.
Moře je pojmenováno po viceadmirálovi Carlu Frederiku Wandelovi (1843–1930) polárním badateli a hydrografovi, který v letech 1895 a 1896 velel dvěma dánským expedicím na lodi Infolg do oblasti Islandu a Grónska. Moře po Wandelovi pojmenovala dánská expedice do Grónska v letech 1906–1908.